# Sudetendeutscher Widerstand gegen den Nationalsozialismus
Gegen die nationalsozialistische Herrschaft gab es auch einen Sudetendeutschen Widerstand.

## Geschichte
Leopold Grünwald, Autor mehrerer Werke über das Sudetenland, die Tschechoslowakei und den Widerstand gegen den Nationalsozialismus, berichtet, dass nach der Eingliederung des Sudetenlandes in das Deutsche Reich zehntausende deutsche Antifaschisten ins Landesinnere Böhmens und Mährens geflohen seien, um von dort aus den Widerstand fortzusetzen. Jedoch wurden die meisten von ihnen von den tschechischen Behörden wieder zurückgeschickt und damit der Verfolgung durch die Nationalsozialisten ausgeliefert. Rund 7.000 sudetendeutschen Antifaschisten gelang die Flucht in die Emigration. Die Aufnahmeländer der Flüchtlinge waren vor allem Großbritannien und Schweden. Viele von ihnen wurden staatenlos.
Im Oktober 1938 wurden von den im Land verbliebenen sudetendeutschen Antifaschisten etwa 10.000 in Gefängnisse und KZs eingeliefert, bis Ende des Jahres waren es etwa 20.000. Der größte Teil von ihnen bestand aus Mitgliedern der DSAP, der KPTsch und der freien Gewerkschaften. Ebenso wurde aber auch der Flügel der SdP, der sich nicht zum Nationalsozialismus bekannte, ausgeschaltet, seine Anhänger verfolgt.

## Widerstandsgruppen
Laut Grünwald gab es etwa 185 Widerstandsgruppen. In den sudetendeutschen Ballungszentren verfügten sie über ein dichtes Netz von Ortsgruppen. Im Bezirk Karlsbad war die Gruppe „Meerwald“ mit 15 bis 20 Ortszellen aktiv; im Bezirk Tetschen-Bodenbach und Bezirk Teplitz-Schönau arbeiteten weit verzweigte Widerstandsgruppen unter verschiedenen Tarnungen. Die größte und erfolgreichste Widerstandsgruppe war die Gruppe „Waltro“. Ihr Operationsgebiet war Nordböhmen. Sie versorgte viele geflüchtete sowjetische Kriegsgefangene und verübte zahlreiche Sabotageakte auf Rüstungsbetriebe und auf Bahnlinien. Aber auch im bewaffneten Kampf waren sudetendeutsche Antifaschisten, zum Teil gemeinsam mit Sowjetbürgern, aktiv. In Nordböhmen (Isergebirge) war der Widerstand so groß, dass die Wehrmacht im Jahr 1944 eine Sondereinheit zur Partisanenbekämpfung entsandte, um Herr der Lage zu bleiben. Von Anfang 1944 bis Mai 1945 erreichte der Kampf seinen Höhepunkt.
Zu bekannten Figuren des Widerstandes gehören Herbert Löwit, Fritz-Bedřich Dědek und Otto Seidl (* 1913), Maria Günzl, Herta Lindner, Lorenz Knorr, sowie Rudolf Parschik. Auch in der deutschen Minderheit in der Slowakei gab es einen erheblichen Widerstand.

## Aufarbeitung
Im bisherigen Geschichtsbild wurden die Sudetendeutschen oft nur als „Fünfte Kolonne Hitlers“ wahrgenommen. In einer Erklärung vom 24. August 2005 brachte die tschechische Regierung ihre Anerkennung gegenüber den sudetendeutschen Widerstandskämpfern und Verfolgten des Naziregimes zum Ausdruck. Gleichfalls äußerte die Regierung Tschechiens ihr Bedauern, dass ihnen nach dem Krieg die verdiente Anerkennung nicht zuteilgeworden ist. Anstelle dessen wurden sie in Widerspruch zur damals gültigen rechtlichen Regelung im Zusammenhang mit den in der Nachkriegs-Tschechoslowakei gegen die sogenannte feindliche Bevölkerung durchgesetzten Maßnahmen geahndet. Bei den durch die Nachkriegsmaßnahmen geschädigten aktiven NS-Gegnern entschuldigte sich die Regierung der Tschechischen Republik.
Seit 2006 betreibt das Institut für Zeitgeschichte an der Tschechischen Akademie der Wissenschaften in Zusammenarbeit mit dem Museum der Stadt Ústí nad Labem und dem Nationalarchiv in Prag im Auftrag der Tschechischen Regierung ein Forschungsprogramm, mit dessen Ergebnissen „die immer noch hartnäckig in der ČR [Tschechische Republik, Anm.] und in der Welt verbreitete Vorstellung von den der totalen ‚Heim-ins-Reich‘-Propaganda verfallenen Sudetendeutschen widerlegt“ werde. Selbsterklärte Aufgabe des Projektes ist es, die Geschichte der NS-Gegner aus den Reihen der einstigen Bürger der Tschechoslowakischen Republik, das Erbe aus deren Leben und ihren Beitrag im Kampf für die europäische Demokratie zu erfassen und einer breiteren Öffentlichkeit zugänglich zu machen. Der Journalist Leopold Grünwald benennt eine relativ große Zahl der Opfer (mehrere Tausend), die hingerichtet und in KZ inhaftiert wurden.